# Borislav Jovanović
Borislav Jovanović (crnogorski: Борислав Јовановић; Danilovgrad, 16. listopada 1941.) crnogorski je pisac, pjesnik, esejist, književni kritičar.
Tijekom 1990-ih i kasnije Jovanović, kao utjecajni kolumnist dnevnog lista Pobjeda i Crnogorskog književnog lista, afirmirao je plejadu mlađih crnogorskih pisaca. O tim, kao i drugim knjigama, napisao je oko 200 bibliografskih jedinica.
Smatra se "najznačajnijim tumačem recentnih tokova crnogorske literarne prakse", dok "Jovanovićeva zbirka eseja pod naslovom Crnogorski književni urbanitet, sigurno, do ovog trenutka, predstavlja najkompetentniji i izvan Crne Gore najviše citirani književno kritički pogled na crnogorsku novu, prije svega urbanu literaturu".
Bio je aktivni sudionik oštre javne borbe za ustavno priznanje crnogorskog jezika kao materinskog jezika Crnogoraca.
Svojim je člancima Jovanović doprinio demitologiziranju crnogorske kulturne i političke povijesti. Njegovi radovi o toj problematici su poglavito objedinjeni u knjigama Libroskopija (2002.) i Crnogorski književni urbanitet (2005.).
Skraćena verzija uvodnoga teksta za knjigu Crnogorski književni urbanitet objavljena je kao predgovor knjizi Sinovi – pogled na suvremenu crnogorsku prozu koja je 2006. godine tiskana u Hrvatskoj u izdanju Antibarbarusa iz Zagreba, Plime iz Ulcinja i Udruge Sa(n)jam knjige iz Pule.
Tekst ovog autora Novi crnogorski roman – dekonstrukcija, autopoetika, diskontinuitet  objavljen je u knjizi Najnoviji glasovi crnogorske proze:Književno – istorijski i izborni pogled (Osijek-Cetinje, 2007.) u koautorstvu dr. Milorada Nikčevića i dr. Jakova Sabljića,  profesora Sveučilišta u Osijeku.
Diplomirao je Jovanović na Filološkom fakultetu Sveučilišta u Beogradu. Član je Crnogorskog društva nezavisnih književnika i Matice crnogorske,te Crnogorskog P.E.N. centra.
Dobitnik je 2012. nagrade za životno djelo Društva crnogorskih novinara
Kao pjesnik, Jovanović je 2006. dobitnik Ratkovićeve nagrade, najvećeg crnogorskog priznanja iz oblasti poezije za svoju zbirku pjesama Kenotaf
.
Autor je i nekoliko zbirki pjesama za djecu. Zbirka Ja, trotinet i internet 2014. nagrađena je za najbolju knjigu godine Udruženja crnogorskih pisaca za djecu i mlade.
Druga priznanja: nagrada SO Mojkovac; Limske večeri poezije; novinarska nagrada Boško Pušonjić; književna nagrada Božo Bulatović...

## Važnija djela
- Starac i zvijezde (poezija, 1979.)
- Staze (poezija, 1983.)
- Mala Moskva (roman, 1998.)
- Amputacije (poezija, 2001.)
- Libroskopija: Prikazi iz savremene crnogorske književnosti i istoriografije (književna kritika, 2002.)
- Crnogorski književni urbanitet (književna kritika, 2005.)
- Biblion:Crnogorska poezija devedesetih (izbor suvremene crnogorske poezije, 2006.)
- Kenotaf (poezija, 2006.)
- Spornik (izbor iz poezije Radovana Zogovića, 2009.)
- Okivanje Thanatosa (poezija, 2010.)[10]
- Nova crnogorska književnost, zbornik (književna kritika, 2010.)
- Svemoderna Montenegrina (književna kritika, 2011.)[11]
- Bijeli gavran (roman, 2011.)
- Ja, trotinet i internet (dječija poezija, 2014. – nagrada za najbolju knjigu godine Udruženja crnogorskih pisaca za djecu i mlade)
- Vidimo se u poeziji (poezija, 2015.)
- Priče sa sedmog sprata (dječija poezija)
- Estetska izvedenica crnogorske književnosti (književna kritika, 2016.)
- Predreferendumski razgovori (publicistika-intervjui, 2016.)
- Zamak Mišela de Montenja: Estetsko biće književnog djela (teorija književnosti, 2017.)
- Nezakazano vrijeme (poezija, 2018.)
- Zimska škole flaute (roman, 2021.)

## Vanjske poveznice
- Intervju Borislava Jovanovića dnevnom listu "Pobjeda" (crn.)